# Sant Sebastià de Corçà
Sant Sebastià de Corçà és una capella de Corçà (Baix Empordà) inclosa a l'Inventari del Patrimoni Arquitectònic de Catalunya.

## Descripció

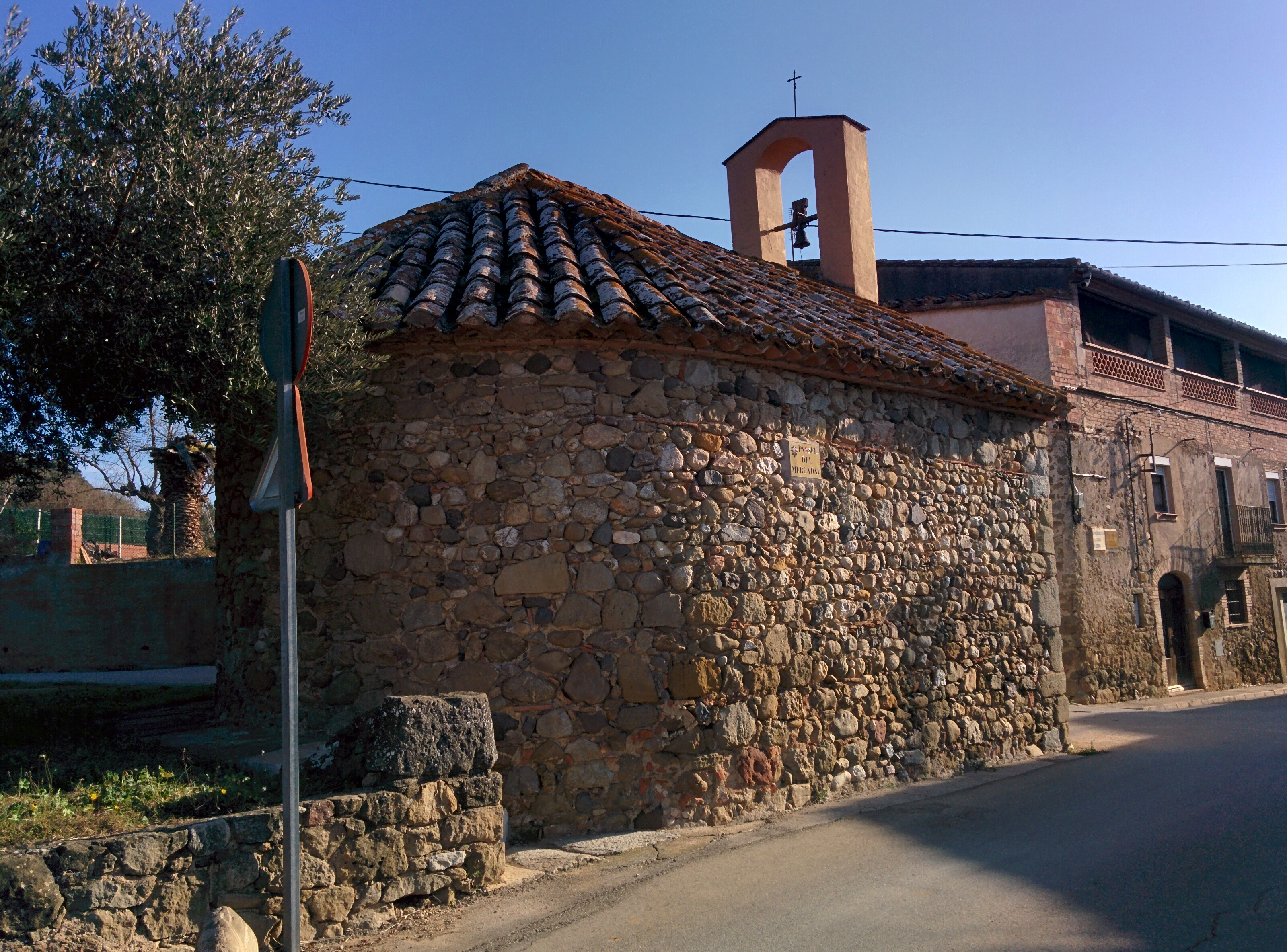

Petita capella d'una nau i capçalera semicircular, volta de llunetes i teulada de doble vessat. L'edifici té l'eix de S. A N., amb l'absis a l'extrem septentrional. Al frontis hi ha la porta, amb llinda monolítica, acompanyada de les característiques dues finestres, a banda i banda, enreixades, que servien perquè els vianants poguessin veure l'altar qual la capella era tancada. Sobre la porta s'obre un òcul i la façana és coronada per una espadanya d'un sol arc. Els murs són remolinats.

## Història
L'esglesiola, al vessant meridional de puig Rodó, es construí, com moltes dels nostres pobles dedicades a sant Sebastià-advocat contra la pesta i les contagis-, a la sortida i a poca distància, del nucli de població, vora el camí. En aquest cas, el camí és d'origen antiquíssim. Sembla que en aquest paratge hi havia una cruïlla de les vies d'època romana que travessaven els terres el baix Empordà, una de les quals, dita encara "el Camí d'Empúries" portava des d'aquesta antiga ciutat fins a enllaçar amb la via Augusta prop de Girona descriuen una àmplia corba per comunicar les hàbitats de la plana. A uns 400 metres al nord de la capella hi ha la vila romana de Puig Rodó on recentment s'han efectuat algunes companyes d'excavació; a darreries del segle xix hi ha notícies de la troballa de mosaics policroms.